# 林扒镇
林扒镇，是中华人民共和国河南省南阳市邓州市下辖的一个乡镇级行政单位。

## 行政区划
林扒镇下辖以下地区：
林扒社区、沟王营村、马营村、西许村、周西村、阎东村、宋岗村、彭庄村、千兵村、吴岗村、莘家村、张仙营村、南许营村、姜营村、邱岗村、小李营村、南朱营村、下岗村、郭家营村和土门村。